# 赫斯提亞
赫斯提亞是希腊神话中的炉灶女神、家宅的保护者。與雅典娜和阿耳忒彌斯並稱為奥林匹斯三大處女神，赫西俄德及其以后的作家认为她是克罗诺斯和瑞亚最大的孩子，赫拉、得墨忒尔等的大姐。是早一辈的古神，原是奧林帕斯十二神之一，但為避免各神爭奪王位，而自願退出十二神的行列，同時把王位讓給戴歐尼修斯。

## 简介
奥林匹斯诸神也不是全不管人间冷暖，他们向大地派驻各路使节，在客观上对人间的秩序發揮维护作用。灶神赫斯提亚是其中最重要也最尽职的一位。在稍晚的神话中，她甚至取代十二神之一黑帝斯的位置。
赫斯提亚因为很多缘故特别受到人类的尊敬。首先，她是克洛诺斯和瑞亚的长女，即宙斯的大姐，在十二天神中辈份最高。当然这并不意味着她是中年妇女，希腊的神灵是长生不老、永保青春的。其次，赫斯提亚是灶神，也是厨师和磨房工人的保护神，与千家万户关系密切。灶神并不是厨房的保姆，实际上是家庭守护神。在钻木取火和食物匮乏的时代，厨房是家庭不可置疑的中心。当然，之所以叫灶神，也因为赫斯提亚不喜欢像爱情女神那样把办公地点选择在别人的卧室。她特别受到尊敬的第三个原因是：赫斯提亚没有结婚，是奥林匹斯三位处女神之一，一位绝对贞洁无瑕的女神。
赫斯提亚有一种冰清玉洁的美丽，相传海神波塞頓和太阳神阿波罗都曾向她求爱，并为此发生争端。为了维护和平，赫斯提亚拒绝两位大神，并且凭宙斯的头发起誓永不结婚，而要把全部精力投入到为民服务中去。宙斯对此表示高度的赞赏，允许赫斯提亚优先享受每一份公共祭品。
赫斯提亚几乎没有任何具体的故事。据说原因在于，对于这样一位贞洁无瑕的低调女子，不应该饶舌多嘴；而且你不搬弄她的是非，她也不会为你家招惹是非。
赫斯提亚等同于罗马神话中的维斯塔。在古罗马有灶神节，还有灶神的祭坛，里面供奉着长明的圣火。维护圣火的是六名女祭司，称为维斯塔貞女，她们必须保持三十年貞潔，否则将受到活埋的处罚。